# 1486 Marilyn
Az 1486 Marilyn (ideiglenes jelöléssel 1938 QA) a Naprendszer kisbolygóövében található aszteroida. Eugene Joseph Delporte fedezte fel 1938. augusztus 23-án, Uccleban.